# Sport Bild

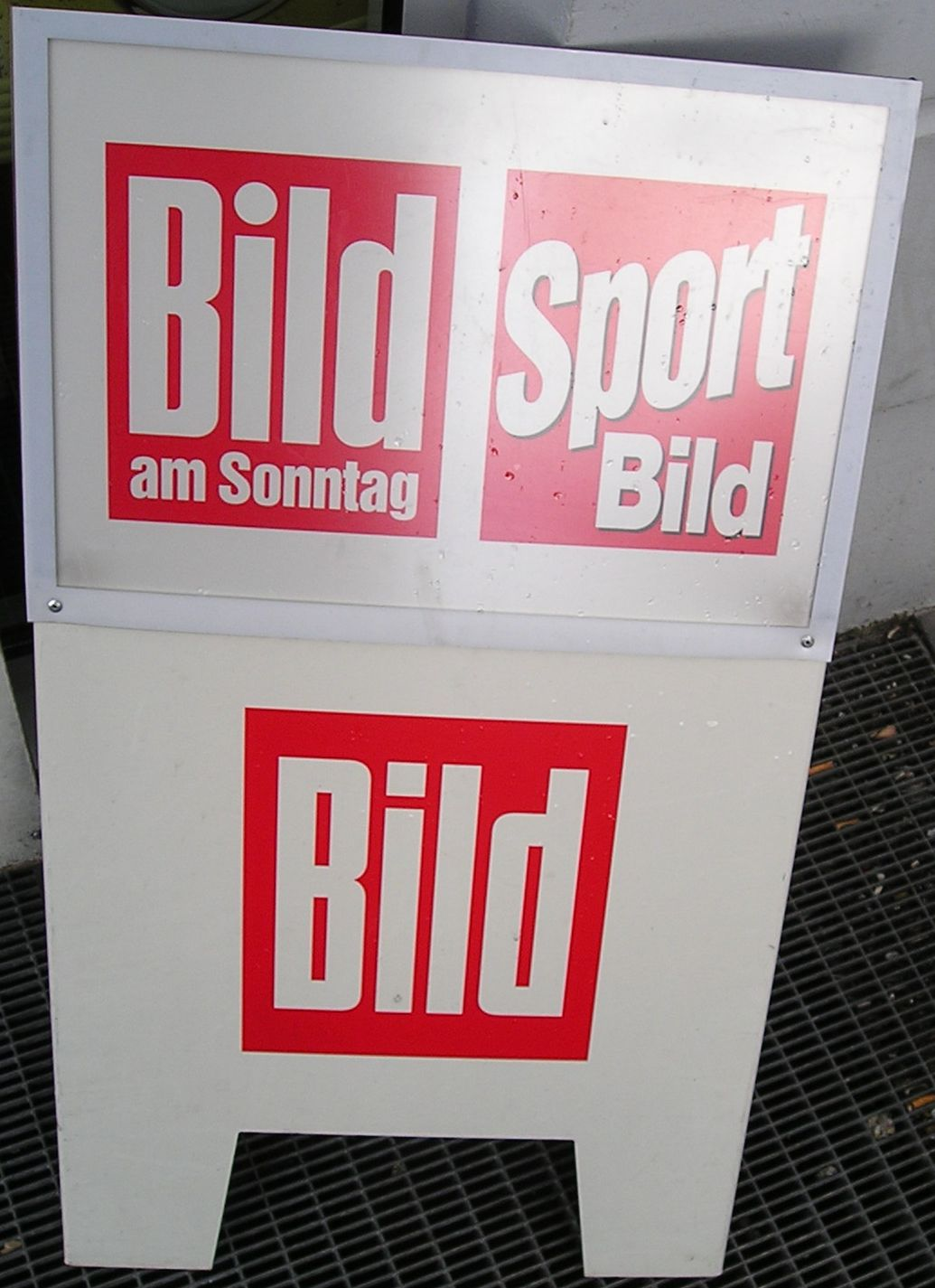
„Sport Bild“-Display vor einem Zeitungskiosk

Sport Bild ist eine deutsche Sportzeitschrift, die sich hauptsächlich dem Fußball widmet. Mit wöchentlich 126.640 verkauften Exemplaren laut IVW 2/2025 ist sie die auflagenstärkste Sportzeitschrift in Europa. Sie wird von der Axel Springer Sport Verlag GmbH, einer Tochtergesellschaft der Axel Springer SE, produziert und erscheint seit 1988 jeden Mittwoch. Der Hauptsitz der Redaktion wurde im Februar 2019 von Hamburg nach Berlin verlegt. Neben Berlin befinden sich Redaktionsbüros in Essen, Frankfurt am Main, Leipzig und München.

## Geschichte
Die erste Ausgabe der Zeitschrift Sport Bild erschien am 24. Februar 1988. Gründungschefredakteure waren Werner Köster, der zu diesem Zeitpunkt auch Sportchef bei der Bild-Zeitung war, Ulfert Schröder und Jörg Hüls. Entwickelt wurde Sport Bild von einer Projektgruppe, die der damalige Chefredakteur von Auto Bild, Werner Rudi, leitete und zu der ebenfalls Ulfert Schröder († November 1988) und Peter Glauche gehörten.
Der Einführungspreis 1988 betrug 30 Pfennig, aktuell beträgt der Preis 3,20 Euro.
Im Mai 2007 erschien das Magazin erstmals mit beiliegender DVD, auf welcher in 90 Minuten Highlights der vergangenen Fußball Bundesliga-Saison gezeigt wurden.
Chefredakteure
- Werner Köster (24. Februar bis 31. Juli 1988)/Ulfert Schröder/Jörg Hüls
- Klaus Stampfuss (1. August 1988 bis 5. Juli 1989)
- Gerhard Pietsch (6. Juli 1989 bis 30. September 1998)
- Edgar Fuchs (25. November 1998 bis 30. April 2000)
- Willi Schmitt (1. Mai 2000 bis 31. März 2003)
- Pit Gottschalk (1. April 2003 bis 31. Dezember 2008)[5]
- Alexander Steudel (1. Januar 2009 bis 28. Februar 2011)
- Matthias Brügelmann (1. März 2011 bis 31. Januar 2014)[6]
- Alfred Draxler (1. Februar 2014 bis 31. August 2017)
- Matthias Brügelmann (seit 1. September 2017)[7]

## Berichterstattung
Seit März 2011 arbeitet Sport Bild regelmäßig mit Gast-Kolumnisten: „Jede Woche berichten prominente Experten über wichtige Sportthemen und liefern spannendes Insiderwissen für die Leser.“ Kolumnen von Oliver Kahn und Katarina Witt machten den Anfang.
Im Juli 2010 präsentierte Sport Bild erstmals das Heft-im-Heft „Cool Sport“, das sich an Kinder und Jugendliche zwischen 10 und 17 Jahren richtet. Die Sonderveröffentlichung liefert Reportagen, Porträts sowie Tipps rund um Fußball und Trendsportarten.

## Auflage
Sport Bild hat in den vergangenen Jahren erheblich an Auflage eingebüßt. Die verkaufte Auflage ist seit 1998 um 76,2 Prozent gesunken. Sie beträgt gegenwärtig 126.640 Exemplare. Das entspricht einem Rückgang von 405.505 Stück. Der Anteil der Abonnements an der verkauften Auflage liegt bei 30,8 Prozent.
| 1998   | 1999   | 2000   | 2001   | 2002   | 2003   | 2004   | 2005   | 2006   | 2007   | 2008   | 2009   | 2010   | 2011   | 2012   | 2013   | 2014   | 2015   | 2016   | 2017   | 2018   | 2019   | 2020   | 2021   | 2022   | 2023   | 2024   |
| ------ | ------ | ------ | ------ | ------ | ------ | ------ | ------ | ------ | ------ | ------ | ------ | ------ | ------ | ------ | ------ | ------ | ------ | ------ | ------ | ------ | ------ | ------ | ------ | ------ | ------ | ------ |
| 532145 | 500779 | 511708 | 474134 | 468090 | 478884 | 462810 | 451462 | 446598 | 478728 | 458430 | 437516 | 419053 | 412050 | 395400 | 374757 | 357910 | 333863 | 320882 | 296588 | 281229 | 263029 | 172906 | 168857 | 159812 | 146406 | 131308 |

| 1998  | 1999  | 2000  | 2001  | 2002  | 2003  | 2004  | 2005  | 2006  | 2007  | 2008  | 2009  | 2010  | 2011  | 2012  | 2013  | 2014  | 2015  | 2016  | 2017  | 2018  | 2019  | 2020  | 2021  | 2022  | 2023  | 2024  |
| ----- | ----- | ----- | ----- | ----- | ----- | ----- | ----- | ----- | ----- | ----- | ----- | ----- | ----- | ----- | ----- | ----- | ----- | ----- | ----- | ----- | ----- | ----- | ----- | ----- | ----- | ----- |
| 34048 | 44114 | 49235 | 57190 | 62565 | 72109 | 82981 | 91297 | 94752 | 96128 | 97878 | 94169 | 91276 | 89231 | 86701 | 83885 | 79646 | 75451 | 74320 | 68254 | 64026 | 63582 | 58721 | 62122 | 55450 | 45814 | 40983 |

## Sonderhefte
Sport Bild veröffentlicht regelmäßig Sonderhefte. Diese werden von Christian Tuchtfeldt betreut.
- Fußball-Bundesliga-Saison (seit 1998; 1998–2003 in Zusammenarbeit mit SAT.1 ran)
- Fußball Champions League/Europa League (seit 2005)
- Fußball-EM (seit 2004)
- Fußball-WM (seit 2006)
- Motorsport (seit 2004, 2012–2016 als Formel-1-Sonderheft)
- Handball-Bundesliga (seit 2010)[14]
- Basketball-Bundesliga (2011–2013)
- US-Sport (1994–1995)

## Sport Bild-Award
Das Magazin zeichnet mit dem „Sport Bild-Award“ seit 2003 auf Initiative des damaligen Chefredakteurs Pit Gottschalk herausragende Persönlichkeiten, Leistungen und besondere Ideen im Bereich des Sports aus. Die Redaktion vergibt Auszeichnungen in verschiedenen Kategorien, eine Leserwahl per Internet, Telefon und SMS bestimmt weitere vier Gewinner. Die Redaktion besucht die Preisträger und überreicht die Auszeichnungen.

## Auszeichnungen
- Herbert-Award – Beste Sportfachzeitschrift: 2005,[18] 2007,[19] 2009,[20] und 2011.[21]
- Deutscher Sportjournalistenpreis – Beste Sportfachzeitschrift: 2015.[22]